# گهرلیکوی سرقهوه‌ای
گهرلیکوی سرقهوه‌ای (نام علمی: Ptilorrhoa geislerorum)، که همچنین به عنوان گهرلیکوی کلاه‌قهوه‌ای  یا گهرلیکوی دوریخت نیز شناخته می‌شود، یک گهرلیکوی از خانواده Cinclosomatidae است. در حال حاضر معمولاً متمایز از گهرلیکوی آبی در نظر گرفته می‌شود که از نظر ارتفاع و با رفتارهای متفاوت، صداها و پوشش پرهای ماده جدا می‌شود.